# Jacqueline Allen
Jacqueline Allen (* 17. Juni 1983 in Stoke-on-Trent; als Jacqueline Slack; Kurzform Jacqui) ist eine britische Triathletin, Vizeeuropameisterin Cross-Triathlon (2016) und zweifache Vizeweltmeisterin Cross-Triathlon (2017, 2019).

## Werdegang
Jacqui Slack kam als 21-Jährige zum Triathlon, sie startete 2010 in Lausanne bei der Erstaustragung der Triathlon-Weltmeisterschaft auf der Sprintdistanz und belegte den 17. Rang.
Sie ist vorwiegend im Cross-Triathlon aktiv – häufig bei Rennen der Xterra-Serie. 2012 wurde sie Zweite bei der European-Tour-Wertung der Xterra-Rennserie.
Im September 2015 wurde sie Vierte auf Sardinien bei der ITU-Weltmeisterschaft Cross-Triathlon.

### Vizeeuropameisterin Cross-Triathlon 2016
Im Juni 2016 wurde sie in der Schweiz Vizeeuropameisterin Cross-Triathlon. Bei den Xterra World Championships wurde sie im Oktober auf Hawaii Siebte. Im November wurde sie in Australien Siebte bei der Weltmeisterschaft Cross-Triathlon.

### Vizeweltmeisterin Cross-Triathlon 2017
Seit März 2017 ist sie mit dem australischen Triathleten Ben Allen (* 1985) verheiratet und die beiden leben in ihrem Geburtsort Stoke-on-Trent.

Im August wurde sie Vizeweltmeisterin Cross-Triathlon. Zwei Tage später startete sie auch bei der Aquathlon-Weltmeisterschaft und belegte in Kanada den dritten Rang.
Im April 2018 konnte Jacqueline Allen zum dritten Mal nach 2012 und 2017 den Xterra New Zealand gewinnen. 2019 wurde sie nach 2017 zum zweiten Mal Vizeweltmeisterin Cross-Triathlon.
Jacqui Allen wird trainiert von Alex Hall und sie startet für das Lurbel-Team.

## Sportliche Erfolge
| Datum/Jahr    | Rang | Wettbewerb                               | Austragungsort | Zeit     | Bemerkung |
| ------------- | ---- | ---------------------------------------- | -------------- | -------- | --- |
| 12. Juni 2016 | 1    | Eastbourne Triathlon                     | Eastbourne     | 01:20:00 | Siegerin neben ihrem Verlobten Ben Allen                                                                                |
| 23. Juni 2013 | 3    | 5150 Subic Bay                           | Subic-Bucht    |          | |
| 2. Sep. 2012  | 3    | Triathlon de Gérardmer                   | Gérardmer      |          | Dritte auf der olympischen Distanz – hinter der Französin Marion Lorblanchet                                            |
| 10. Juni 2012 | 3    | Ironman 70.3 Italy                       | Pescara        |          | |
| 22. Aug. 2010 | 17   | ITU Triathlon Sprint World Championships | Lausanne       | 01:00:40 | Erstaustragung der Triathlon-Weltmeisterschaft auf der Sprintdistanz (750 m Schwimmen, 20 km Radfahren und 5 km Laufen) |

| Datum/Jahr    | Rang | Wettbewerb                                 | Austragungsort     | Zeit       | Bemerkung                                                                                    |
| ------------- | ---- | ------------------------------------------ | ------------------ | ---------- | -------------------------------------------------------------------------------------------- |
| 20. Aug. 2024 | 4    | ITU Cross Triathlon World Championships    | Townsville         | 01:43:58   | ITU-Weltmeisterschaft Cross-Triathlon                                                        |
| 29. Feb. 2020 | 2    | OTU Cross Triathlon Oceania Championships  | Snowy Mountains    | 02:45:23   |                                                                                              |
| 30. Apr. 2019 | 2    | ITU Cross Triathlon World Championships    | Pontevedra         | 02:11:20   | ITU-Vizeweltmeisterin Cross-Triathlon                                                        |
| 30. Sep. 2018 | 2    | Xterra Taiwan                              | Penticton          | 03:13:19   | Zweite bei der Erstaustragung                                                                |
| Apr. 2018     | 1    | Xterra New Zealand                         | Rotorua            | 02:31:30   |                                                                                              |
| 23. Aug. 2017 | 2    | ITU Cross Triathlon World Championships    | Penticton          | 02:36:40   | Vizeweltmeisterin Cross-Triathlon                                                            |
| 7. Apr. 2017  | 1    | Xterra New Zealand                         | Rotorua            | 02:34:58   | zweiter Sieg nach 2012                                                                       |
| 19. Nov. 2016 | 7    | ITU Cross Triathlon World Championships    | Snowy Mountains    | 03:14:14   | ITU-Weltmeisterschaft Cross-Triathlon                                                        |
| 23. Okt. 2016 | 7    | Xterra World Championships                 | Maui               | 03:41:46   |                                                                                              |
| 25. Juni 2016 | 2    | ETU Cross Triathlon European Championships | Vallée de Joux     | 03:21:16   | Vizeeuropameisterin Cross-Triathlon                                                          |
| 9. Mai 2016   | 1    | Xterra Malaysia                            | Kuantan            | 03:28:28   | [ 5 ]                                                                                        |
| 1. Nov. 2015  | 8    | Xterra World Championships                 | Maui               | 03:18:04   | Weltmeisterschaft Cross-Triathlon                                                            |
| 26. Sep. 2015 | 4    | ITU Cross Triathlon World Championships    | Orosei             | 02:40:13   | ITU-Weltmeisterschaft Cross-Triathlon                                                        |
| 11. Apr. 2015 | 2    | Xterra Guam                                | Guam               | 02:44:51   | Zweite hinter Carina Wasle                                                                   |
| 28. März 2015 | 1    | Xterra Saipan                              | Nördliche Marianen | 03:02:01   |                                                                                              |
| 8. Feb. 2015  | 2    | Xterra Philippines                         | Albay              | 02:56:51   | Zweite hinter der Xterra-Weltmeisterin Flora Duffy                                           |
| 9. Aug. 2014  | 2    | Xterra Czech                               | Okres Prachatice   | 03:10:23,1 |                                                                                              |
| 1. Juni 2014  | 3    | Xterra Portugal                            | Golega             | 03:11:27   | [ 6 ]                                                                                        |
| 3. Mai 2014   | 1    | Xterra Malaysia                            | Kuantan            |            |                                                                                              |
| 17. Aug. 2013 | 1    | Xterra Germany                             | Olbersdorf         |            |                                                                                              |
| 8. Sep. 2013  | 1    | Xterra England                             | Cranleigh          |            | Slack holte sich den Sieg – neben ihrem Partner Ben Allen bei den Männern                    |
| 7. Juli 2013  | 2    | Xterra France                              | Xonrupt            |            |                                                                                              |
| 13. Apr. 2013 | 2    | Xterra New Zealand                         | Rotorua            |            |                                                                                              |
| 23. März 2013 | 1    | Xterra Guam                                | Guam               |            |                                                                                              |
| 9. März 2013  | 1    | Xterra Saipan                              | Nördliche Marianen |            |                                                                                              |
| 8. Sep. 2012  | 3    | Xterra Switzerland                         | Prangins           |            |                                                                                              |
| 8. Juli 2012  | 3    | Xterra France                              | Xonrupt            |            | 1,5 km Schwimmen, 34 km Mountainbike und 10 km Crosslauf                                     |
| 27. Mai 2012  | 1    | Xterra Italy                               | Sardinien          |            |                                                                                              |
| 14. Apr. 2012 | 1    | Xterra New Zealand                         | Rotorua            |            |                                                                                              |
| 19. März 2012 | 2    | Xterra Philippines                         | Liloan             |            |                                                                                              |
| 10. März 2012 | 3    | Xterra Guam                                | Guam               |            |                                                                                              |
| 30. Apr. 2011 | 12   | ITU Cross Triathlon World Championships    | Extremadura        | 01:51:50   | Weltmeisterschaft Cross-Triathlon (1 km Schwimmen, 20 km Mountainbiken und 6 km Geländelauf) |

| Datum/Jahr    | Rang | Wettbewerb                        | Austragungsort | Zeit     | Bemerkung                   |
| ------------- | ---- | --------------------------------- | -------------- | -------- | --------------------------- |
| 25. Aug. 2017 | 3    | ITU Aquathlon World Championships | Penticton      | 00:35:28 | Aquathlon-Weltmeisterschaft |

(DNF – Did Not Finish)